# George Borba
George Borba (en arabe : جورج بوربا, en hébreu : ג'ורג' בורבה)  (né le 12 juillet 1944 à Macerata, dans les Marches, Italie) est un footballeur international italo-israélien qui a participé aux Jeux olympiques de 1968 et à la Coupe du monde 1970, seule apparition de l'équipe d'Israël en Coupe du monde.